# Edifício
Edifício (ou popularmente prédio) (do latim aedificĭum) é uma construção com a finalidade de abrigar atividades humanas. Cada edifício caracteriza-se pelo seu uso: habitacional, cultural, de serviços, industrial, entre outros.

## Conceito de edificação
São construções de uma forma geral: casas, prédios, apartamentos, armazéns, igrejas, ginásios de esportes, fortes, aeroportos, torres de comando, faróis, postos de combustíveis, usinas hidroelétricas, usinas nucleares, espaços para indústrias, estações de tratamento de água, etc. Enfim, é a forma genérica de se referir a qualquer das instalações ou obras acima.
Todo edifício costuma ser considerado uma obra arquitetônica, apesar de alguns críticos afirmarem que ele apenas o é quando seu projeto possui certas intenções que vão além do simples raciocínio construtivo e incluem certas considerações estéticas, funcionais, sociais e culturais. 
Há arquitetos, como Renzo Piano, que dizem não haver diferença entre obra arquitetônica e simples construção.
Normalmente se instituem, na maior parte dos países do mundo, marcos legais específicos sobre a atividade edilícia em seus territórios, atribuindo aos arquitetos a função de projetar e executar os edifícios. 
Eventualmente, essa atribuição também é dada ou permitida aos engenheiros civis, o que pode causar alguma antipatia entre alguns profissionais. No Brasil, por exemplo, existe um consenso prático de que o projeto do edifício é de responsabilidade do arquiteto, enquanto sua construção é atribuição do engenheiro.
Quanto à regulação e à fiscalização da construção em si, em geral cabe aos municípios a definição da legislação de edificações e obras, bem como de instâncias que realizem tal papel. 
No Brasil, as prefeituras comummente promulgam um Códigos de Obras e Edificações que definem regras mínimas de salubridade e de impacto ambiental dos edifícios a serem projetados em suas cidades, assim como a leis de uso e ocupação do solo, que determinam o que pode efetivamente ser construído em cada lugar. Desta forma, o edifício é também uma preocupação do urbanismo e do planejamento urbano.

## Elementos dos edifícios
O edifício, do ponto de vista de sua construção é tradicionalmente visto como um sistema orgânico, munido de órgãos (ou subsistemas) interdependentes cuja cooperação é essencial para o seu adequado funcionamento. 
É possível identificar os seguintes elementos (órgãos) componentes do edifício: fundações (ou infraestrutura); superestrutura; vedos; cobertura; caixilharia; paramentos (revestimentos em geral); e os diversos sistemas prediais adaptados a cada situação (em geral as instalações elétricas, instalações hidráulicas, ar condicionado, etc.).

## Arranha-céu
Arranha-céu  é a denominação popular de edifícios dotados de uma altura significativa frente aos seus demais e de uma forma geral apresentando formatos de torre. Estes prédios normalmente possuem caráter multifuncional, sendo capazes de abrigar estabelecimentos residenciais, comerciais, de serviços, entre outros. 
A sua presença no espaço urbano, quando destacada de tecidos urbanos dotados de menor gabarito (altura média das edificações), constitui-se em geral como uma referência ou marco para a cidade.
Segundo a empresa Emporis, o Brasil possui cinco das cem cidades com a maior quantidade de arranha-céus do mundo: São Paulo (SP), Goiânia (GO), Rio de Janeiro (RJ), Recife (PE) e Balneário Camboriú (SC). 
Oito dos vinte maiores prédios do Brasil estão localizados em Balneário Camboriú, cidade catarinense que teve o maior "boom" imobiliário dos últimos anos. Na Lista de arranha-céus mais altos do Brasil, também se destaca a capital paulista.